# 斯泰茜·威尔逊 (冰球运动员)
斯泰茜·威尔逊（英語：Stacy Wilson，1965年5月12日—），加拿大女子冰球运动员，场上位置是前锋。她曾代表加拿大国家队参加1998年冬季奥林匹克运动会冰球比赛，获得一枚银牌。